# Bieliny
Bieliny è un comune rurale polacco del distretto di Kielce, nel voivodato della Santacroce.
Ricopre una superficie di 88,09 km² e nel 2006 contava 9 832 abitanti.